# 沙勒罗瓦
沙勒罗瓦（法語：Charleroi，法語發音：[ʃaʁləʁwa] ⓘ），比利时瓦隆大区埃诺省城市，通行法语，是比利时法语社群的一部分。沙勒罗瓦是瓦隆大区人口最多的城市，也是比利时人口第五大城市，面积102.08平方千米，人口204,322人（2024年1月1日）。

## 历史
该地于9世纪以“Charnoy”之名被首次提及。1666年，服务于哈布斯堡卡洛斯二世的荷兰总督弗朗西斯科·卡斯特尔·罗德里戈（Francisco Castel Rodrigo）征用了该地附近的土地，在桑布尔河岸附近建立了一座城堡。同年九月，“Charnoy”被正式命名为“Charles-Roy”（意为“夏尔国王”，“Charles” (夏尔) 即西班牙语“Carlos” (卡洛斯) 在法语中的对应名称）以纪念卡洛斯二世。

## 人物
- 朱尔·德斯特雷：律师、政治家
- 喬治·勒梅特：主教(天主教)、宇宙學家、數學家
- 尚塔尔·穆夫：政治理论家

## 友好城市
- 法國伊尔松
- 法國圣瑞尼安
- 法國塞莱斯塔
- 德国施兰贝格
- 德国瓦尔德基兴
- 義大利卡萨拉诺
- 義大利福洛尼卡
- 義大利马诺佩洛
- 日本姬路市
- 乌克兰顿涅茨克[註 1]
- 美国匹兹堡

## 图集

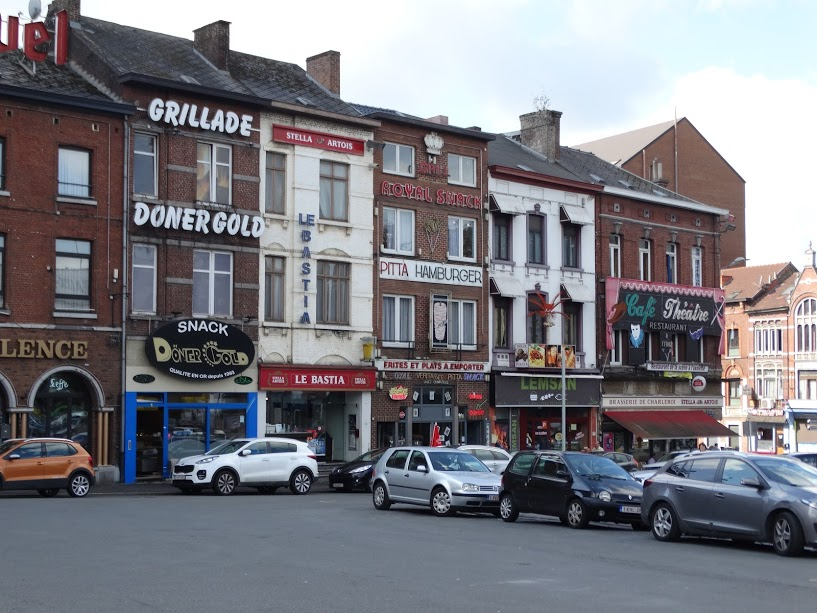
沙勒罗瓦的建筑
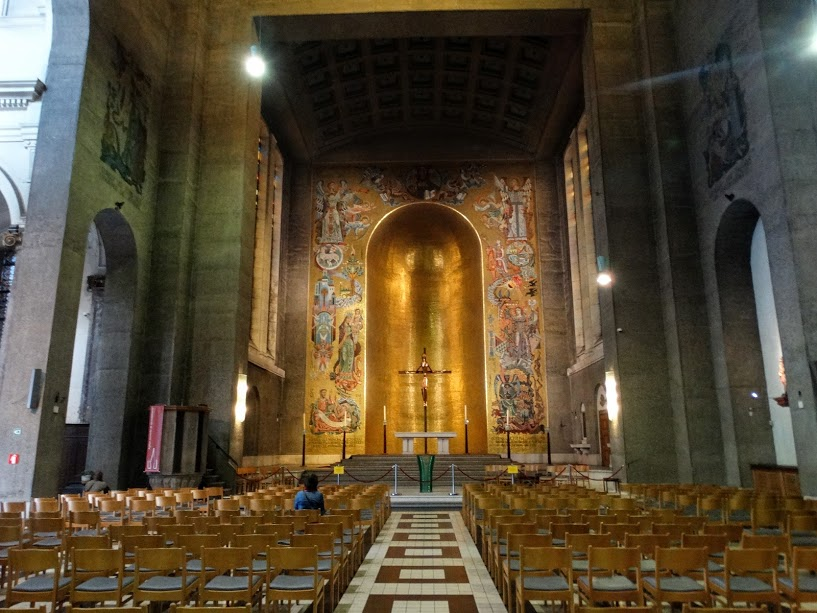
沙勒罗瓦祭坛教堂
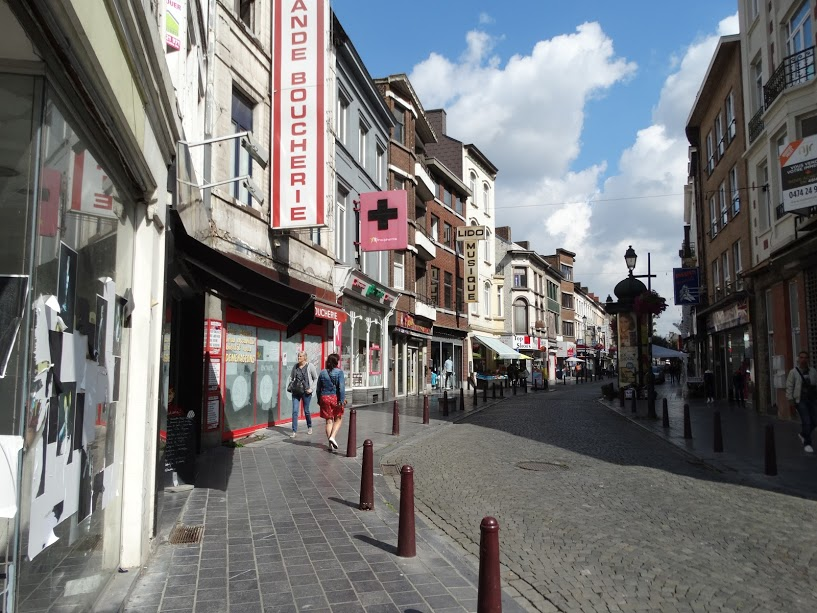
沙勒罗瓦街景
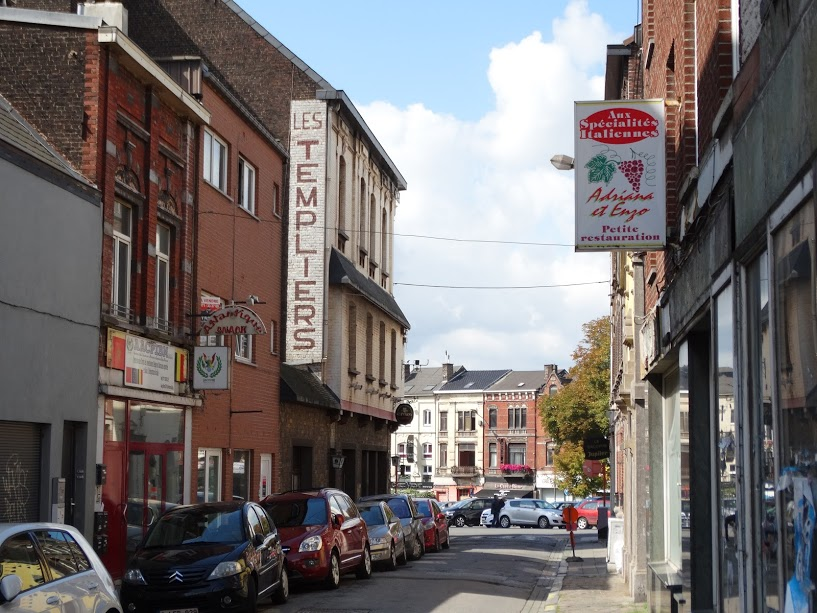
沙勒罗瓦街景
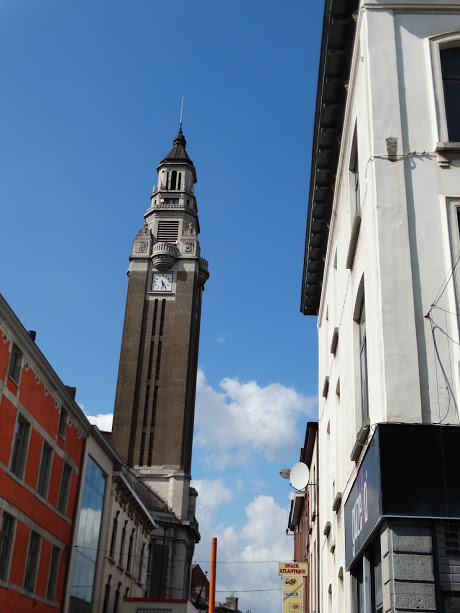
沙勒罗瓦时钟
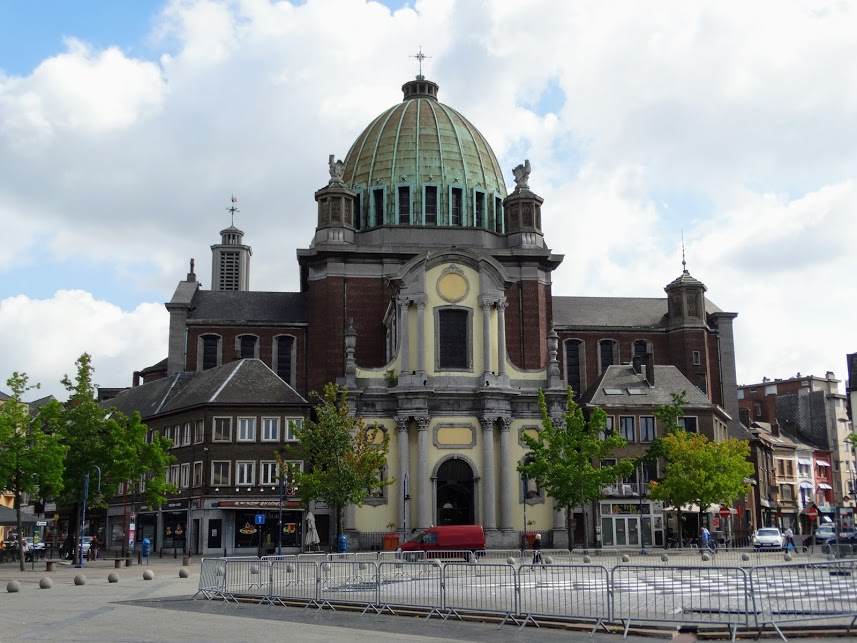
沙勒罗瓦大教堂